# Cordilheira Vilcanota

Cordilheira Vilcanota

A Cordilheira Vilcanota é uma serra localizada no sudeste do Peru, é um do ramo sul da Cordilheira Oriental dos Andes. É a segunda maior concentração de neve do Peru, com 469 geleiras em uma área de 418 km² e uma espessura média de 28,7 m de profundidade. A cordilheira se estende ao longo de cerca de 120 km pelos departamentos de Cusco e Puno, e atinge a sua máxima altitude no monte Ausangate, com 6372 m  seguido por Callangate, com 6 110 metros.

## Localização
A Cordilheira Vilcanota situa-se a cerca de 85 km a sudeste da cidade de Cuzco. Entre 13 ° 27'10 "e 14 ° 29'45" de latitude Sul e 70 ° 41'10 "e 71 ° 20'05" Oeste, através dos departamentos de Cusco (províncias de Canchis e Quispicanchi ) e Puno ( Província de Melgar ). Ela se estende para o norte por cerca de 80 quilômetros e então para oeste por cerca de 40 km.